# Howard... une nouvelle race de héros
Pour plus de détails, voir Fiche technique et Distribution.
Howard... une nouvelle race de héros (Howard the Duck) est un film américain réalisé par Willard Huyck et produit par George Lucas, sorti en 1986.
Il est l'adaptation du comic Marvel Howard the Duck.

## Synopsis
Howard T. Duck est un canard humanoïde qui vit sur une planète peuplée de canards comme lui. Mais un jour, alors qu'il se prélasse sur son fauteuil, il se retrouve aspiré dans l'espace et atterrit sur la planète Terre. Il est recueilli par une rockeuse, Beverly, qui le présente à un de ses amis : le jeune laborantin Phil Blumburtt. Après avoir fait son enquête, Phil découvre ce qui a fait venir Howard de sa planète jusqu'à la Terre : un laboratoire d'astrophysique, « Dynatechnics », a créé un nouveau canon spectroscope à laser et l'a essayé mais le rayon émis par le canon a touché le salon de Howard sur sa planète ce qui l'a transporté sur Terre. Lors d'un autre essai qui tourne mal aussi, les savants font venir sur Terre un monstre venu d'une planète encore plus lointaine : Nexus de Sominus. Le monstre entre dans le corps d'un savant, le Dr Jenning, pour se cacher et commence à répandre la terreur sur son passage. Beverly ayant été prise en otage par le monstre, Howard et Phil s'unissent pour l'éliminer.

## Fiche technique
Sauf indication contraire, les informations mentionnées dans cette section peuvent être confirmées par les bases de données cinématographiques IMDb et Allociné,  présentes dans la section « Liens externes ».
- Titre original : Howard the Duck
- Titre français : Howard... une nouvelle race de héros
- Titre québécois : Howard, une nouvelle race de héros
- Réalisation : Willard Huyck
- Scénario : Willard Huyck et Gloria Katz, d'après le personnage Howard the Duck créé par Steve Gerber et Val Mayerik
- Musique : John Barry
- Direction artistique : Mark Billerman et Blake Russell
- Décors : Peter Jamison
- Costumes : Joe I. Tompkins
- Photographie : Richard H. Kline
- Son : Gary Summers, Randy Thom, Gloria S. Borders
- Montage : Michael Chandler et Sidney Wolinsky
- Production : Gloria Katz
  - Production déléguée : George Lucas
  - Production associée : Ian Bryce
  - Coproduction : Robert Latham Brown
- Sociétés de production[1] : Lucasfilm Ltd., présenté par Universal Pictures
- Société de distribution : Universal Pictures (États-Unis) ; Universal Pictures International France (France)
- Budget : 37 millions de $[2]
- Pays de production :  États-Unis
- Langue originale : anglais
- Format[3] : couleur (DeLuxe) - 35 mm - 1,85:1 (Panavision) - son Dolby stéréo | DTS (DTS: X)
- Genre : action, aventures, comédie, romance, science-fiction
- Durée : 110 minutes
- Dates de sortie[4] :
  - États-Unis, Québec : 1er août 1986
  - France : 10 décembre 1986
- Classification[5] :
  - États-Unis : des scènes peuvent heurter les enfants - accord parental souhaitable (PG - Parental Guidance Suggested)
  - France : tous publics (conseillé à partir de 10 ans)[6]
  - Québec : tous publics (G - General Rating)

## Distribution
- Lea Thompson (VF : Élisabeth Wiener) : Beverly Switzler
- Jeffrey Jones (VF : Pierre Hatet) : le Dr Walter Jenning
- Tim Robbins (VF : Dominique Collignon-Maurin) : Phil Blumburtt
- Ed Gale : Howard T. Duck, avec la voix de Chip Zien (VF : Michel Caccia)
- Tim Rose : Howard T. Duck
- Steve Sleap : Howard T. Duck
- Peter Baird : Howard T. Duck
- Lisa Sturz : Howard T. Duck
- Jordan Prentice : Howard T. Duck
- Paul Guilfoyle (VF : Jacques Frantz) : le lieutenant Welker
- Liz Sagal (VF : Maïk Darah) : Ronette, Cherry Bomb
- Dominique Davalos : Cal, Cherry Bomb
- Holly Robinson Peete : K.C., Cherry Bomb
- David Paymer (VF : Jean-Pierre Dorat) : Larry, un scientifique
- Richard Edson (VF : Philippe Peythieu) : Ritchie, le cowboy au Cherry Bomb
- Miles Chapin (en) (VF : Daniel Gall) : Carter
- Virginia Capers (VF : Nelly Benedetti) : Cora Mae, la conseillère d'orientation
- Tom Parker (VF : Julien Thomast) : Steve Kanelli, le journaliste « chasse au canards »

## Production
À la suite d'American Graffiti, George Lucas suggère l'idée d'adapter Howard the Duck à ses scénaristes Willard Huyck et Gloria Katz. Ces derniers sont intéressés pour en faire un film d'animation. Le studio Universal, qui a refusé le projet Star Wars dans les années 1970, souhaite collaborer avec Lucas et accepte donc de produire le film. Il exige néanmoins que Howard the Duck soit tourné en prise de vues réelles, pour en faire une grosse sortie estivale.
En 1984, George Lucas se désengage de la présidence de Lucasfilm et lance la production de la première adaptation au cinéma d'un personnage de Marvel, si l'on fait exception du feuilleton cinématographique Captain America des années 1940. Il espère en tirer une franchise à succès, Lucas étant en difficulté financière à la suite de son divorce avec Marcia Lucas et à la construction du Skywalker Ranch.

### Casting
La chanteuse Tori Amos, ainsi que Phoebe Cates, auditionnèrent toutes deux pour le rôle de Beverly Switzler. C'est finalement Lea Thompson, auréolée du succès de Retour vers le futur, qui est choisie.
Robin Williams devait doubler Howard, mais il démissionne après plusieurs jours de tournage. L'acteur, dont le style de jeu repose beaucoup sur l'improvisation, a trop de difficultés pour synchroniser sa voix avec les mouvements de la tête animatronique.

### Tournage
Le tournage s'est déroulé à Black Point, Cleveland, Modesto, Nicasio, Novato, Oakland, Petaluma, Rancho Seco, Rio Vista et Sacramento.
Le costume de Howard coûte deux millions de dollars.
La séquence de l'ULM a été planifiée par Joe Johnston, concepteur et designer sur la première trilogie Star Wars. L'avion ultra-léger utilisé dans le film est un Quicksilver MX.

## Bande originale
- Duckworld Television Muzak, interprété par l'Orchestre symphonique de San Francisco
- Hunger City, interprété par Lea Thompson, Holly Robinson Peete, Dominique Davalos et Liz Sagal
- Don't Turn Away, interprété par Thomas Dolby
- I'm On My Way, interprété par Táta Vega
- Anxiety Montage, interprété par Carl Stalling Project
- Don't Turn Away (Reprise), interprété par Lea Thompson, Holly Robinson Peete, Dominique Davalos et Liz Sagal
- It Don't Come Cheap, interprété par Lea Thompson, Holly Robinson Peete, Dominique Davalos et Liz Sagal
- Duckter Dread Dub, interprété par Thomas Dolby
- Two More Bottles of Wine, interprété par Ladyfire et Karen Blake
- Howard the Duck, interprété par Lea Thompson, Holly Robinson Peete, Dominique Davalos, Liz Sagal, Thomas Dolby et George Clinton

## Accueil

### Accueil critique
Régulièrement considéré comme l'un des pires films de l'histoire du cinéma, Howard the Duck est un échec cuisant à sa sortie. On attribue ce sort au fait que le film n'a pas pu trouver son public ; il est fondé sur une bande dessinée mal connue, a un thème principal qui semble en faire un film pour enfants (canard anthropomorphe...) mais introduit plusieurs éléments pour un public plus âgé (plusieurs références sexuelles...). Steve Gerber a par ailleurs renié l'adaptation de son œuvre.
Contrairement à une affirmation fréquente, l'échec commercial du film n'a pas influencé la vente par Lucasfilm de sa division spécialisée en images de synthèse à Steve Jobs. Cette vente, qui donnera par la suite le studio Pixar Animation Studios, a eu lieu des mois avant la sortie de Howard the Duck, la société de George Lucas ayant déjà besoin de compenser ses problèmes financiers.
Malgré ou à cause de son échec, le film est devenu culte avec les années. Gênés à l'époque de la sortie, Lea Thompson et Chip Zien sont désormais positifs envers le film et ses fans. Le personnage fait même un caméo dans une séquence post-générique des Gardiens de la galaxie.

## Distinctions
Entre 1986 et 2011, le film Howard... une nouvelle race de héros a été sélectionné 10 fois dans diverses catégories et a remporté 5 récompenses,.

### Récompenses
- The Stinkers Bad Movie Awards 1986 :
  - Pire film pour Gloria Katz.
- Razzie Awards 1987 :
  - Prix Razzie du pire film pour Gloria Katz,
  - Prix Razzie du pire scénario pour Willard Huyck et Gloria Katz,
  - Prix Razzie de la pire révélation,
  - Prix Razzie des pires effets visuels.

### Nominations
- Razzie Awards 1987 :
  - Pire acteur dans un second rôle pour Tim Robbins,
  - Pire réalisateur pour Willard Huyck,
  - Pire bande originale pour Thomas Dolby, Allee Willis et George S. Clinton.
- Razzie Awards 1990 : Pire film de la décennie pour Gloria Katz.
- Festival Hallucinations Collectives 2011 : Séance (grands) enfants pour Willard Huyck.

## Éditions en vidéo
En France, le film a fait l'objet d'une sortie sur les supports DVD et Blu-ray.
- Howard the Duck (DVD-9 Keep Case) sorti le 15 avril 2015 est édité par Elephant Films et distribué par Sony Pictures Home Entertainment. Le ratio image est en 1.85:1 panoramique 16:9. L'audio est en français et anglais 2.0 Dolby Digital avec la présence de sous-titres français. En bonus une interview de Xavier Fournier (15 min), Making of (26 min), documentaire : Howard son histoire (13 min), Clip promo, les cascades, les effets spéciaux, la musique, bandes annonces et galerie photos. La durée du film est de 110 minutes. Il s'agit d'une édition Zone 2 All[15].
- Howard the Duck (Combo BD-50, DVD-9) sorti le 15 avril 2015 est édité par Elephant Films et distribué par Sony Pictures Home Entertainment. Le ratio image est en 1.85:1 panoramique 16:9 natif 1080p haute définition. L'audio est en français et anglais 2.0 DTS HD Master Audio. Les bonus sont identiques à la version DVD. La durée du film est de 110 minutes. Il s'agit d'une édition Zone A, B et C[16].

## Produit dérivé
Un jeu vidéo, Howard the Duck: Adventure on Volcano Island (en), est sorti en 1986.